# Nukutahanga
Nukutahanga oder Nukulahanga ist eine kleine unbewohnte Insel in der tonganischen Inselgruppe Vavaʻu.

## Geographie
Nukutahanga ist eines der kleinsten Motu in der Gruppe der größeren Schwester Tapana. Es liegt zwischen Tuʻanukulau, Lautala und Fanuatapu.

## Klima
Das Klima ist tropisch heiß, wird jedoch von ständig wehenden Winden gemäßigt. Ebenso wie die anderen Inseln der Vavaʻu-Gruppe wird Nukutahanga gelegentlich von Zyklonen heimgesucht.